# Parafia Świętej Trójcy i św. Andrzeja Boboli w Bienicy
Parafia Świętej Trójcy i św. Andrzeja Boboli w Bienicy – rzymskokatolicka parafia znajdująca się w archidiecezji mińsko-mohylewskiej, w dekanacie mołodeczańskim, na Białorusi.

## Historia
Parafia wzmiankowana w 1669. W latach 1701–04 wybudowano obecny kościół fundacji wojewody trockiego Michała Kazimierza Kociełła. Wraz z kościołem wzniesiono klasztor bernardynów, skasowany w 1851. Należała do dekanatu oszmiańskiego diecezji wileńskiej. Posiadała kaplicę w Markowie. W 1866 w ramach represji popowstaniowych kościół zamieniony został przez władze carskie na cerkiew prawosławną, niezwrócony mimo wybudowania w 1886 nowej cerkwi. W końcu XIX w. rozebrano dawny klasztor. W 1918 świątynia powróciła do katolików. Przed II wojną światową parafia należała do dekanatu mołodeczańskiego archidiecezji wileńskiej.
W 1948 znacjonalizowany przez komunistów. W późniejszych czasach zdewastowany. Zwrócony wiernym w 1988. Od lat 90. remontowany. Dodano wówczas wezwanie św. Andrzeja Boboli.